# داستان بل استار
داستان بل استار (انگلیسی: The Belle Starr Story) فیلمی ایتالیایی در سبک وسترن اسپاگتی به کارگردانی لینا ورتمولر است که در سال ۱۹۶۸ منتشر شد. این تنها وسترن اسپاگتی به کارگردانی یک زن و یکی از معدود فیلم‌هایی از این سبک است که یک زن در نقش اصلی آن بازی می‌کند.

## گزیدهٔ بازیگران
- السا مارتینلی
- رابرت وودز
- جرج ایستمن
- برونو کوراتساری در نقش مأمور پینکرتون
- یوجین والتر
- رمو د آنجلیس